# Nicolas Trigault
« Trigault » redirige ici. Pour l’article homophone, voir Trigo.
Compléments
Trigault est l'auteur de De Christiana Expeditione... considéré comme le premier 'traité de Sinologie'
Nicolas Trigault, né à Douai (France) le 3 mars 1577 et décédé à Hangzhou (Chine) le 14 novembre 1628, était un prêtre jésuite des Pays-Bas méridionaux, missionnaire en Chine. Auteur du De Christiana Expeditione apud Sinas... il œuvra pour la romanisation de l'écriture chinoise.

## Biographie
Né en 1577 à Douai, Nicolas Trigault entre dans l'ordre jésuite le 9 novembre 1594 et fait son noviciat à Tournai.
Après ses études de théologie à l'université de Douai puis à Gand, il est ordonné prêtre (en 1606 ou 1607). Le père Nicolas Trigault prend ensuite la direction de la Chine.
Arrivé en 1610 à Macao, porte de la Chine, il part à Nankin en 1611, puis à Hangzhou (Hangtchéou). Il est finalement admis à entrer dans la ville impériale de Pékin en 1613 où il œuvre comme missionnaire.
Envoyé par le père Longobardo Trigault revient en Europe en 1613, en traversant les Indes, la Perse et l'Égypte, pour y traiter des affaires de la mission chinoise avec le Saint-Siège et recruter des volontaires. Lors de son passage à Rome il fait sa profession religieuse définitive, le 1 janvier 1615.

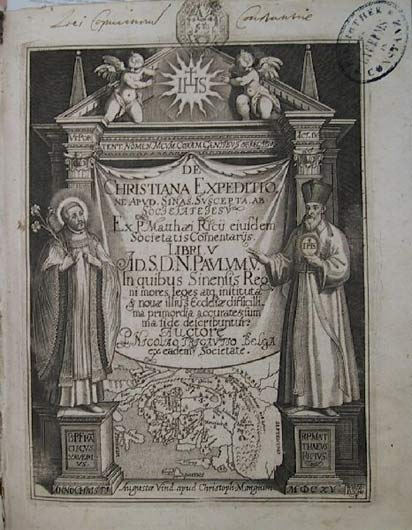
Page de titre du livre De Christiana Expeditione... (1615)

Le père Trigault rédige en latin et publie à Augsbourg en 1615 De Christiana Expeditione apud Sinas, un petit traité de sinologie avec histoire de la première mission en Chine qui va du départ (1552) de Goa de François Xavier qui a l'intention de pénétrer en Chine mais meurt sur l'île de Sancian en décembre de la même année, jusqu'à la mort de Matteo Ricci en 1610, d'après les papiers qu'il avait laissés. L'ouvrage commence par un tableau géographique et sociologique de la Chine. Il est traduit aussitôt en français (Histoire de l'expédition chrestienne au royaume de la Chine 1616), en allemand et d'autres langues, et plusieurs fois réédité.
En 1615, il obtient du Pape Paul V l'autorisation de célébrer la messe en langue chinoise, et non uniquement en latin.[réf. incomplète] Afin de recruter des missionnaires, répondre à l'intérêt que suscite la Chine et obtenir un soutien financier pour l’œuvre missionnaire, le père Trigault voyage ensuite en Europe durant quelques années. Il se rend notamment à Douai, sa ville natale, Francfort-sur-le-Main, Cologne, Lyon, Madrid, Munich, Naples et Wurtzbourg.
En 1619, il est de retour en Asie et se trouve pour la seconde fois à Macao, et fonde les missions du Honan et de Kaifeng.
Avec l'aide d'un religieux chinois, il réalise en 1625 la première traduction chinoise de la fable d'Ésope (況義) et traduit en latin les textes de la stèle nestorienne.
Le père Nicolas Trigault meurt à Hangzhou le 14 novembre 1628.

## Xiru Ermu zi (西儒耳目資)
Pour la réalisation de son ouvrage majeur, Nicolas Trigault a bénéficié de l'aide de deux lettrés chinois : Han Yun, baptisé sous le nom d'Étienne, et Wang Zheng (1571-1644), portant le prénom de Philippe, à qui il avait appris le latin. Ce dernier publia l'ouvrage.
Xiru Ermu zi possède des tableaux à double entrée, l'une pour les initiales, l'autre pour les lettres finales, pour l'ensemble des syllabes de la langue chinoise. Basés sur une analyse phonétique, ils permettent la classification des caractères chinois selon leur prononciation, notée en caractères latins.
Le manuscrit de l'ouvrage est conservé à la Bibliothèque nationale de France, à Paris, et a été numérisé sur Gallica. L'ouvrage a été édité en Chine par xylographie.

## Écrits
- De Christiana Expeditione apud Sinas... (première traduction française: Histoire de l'expédition chrestienne au royaume de la Chine) rédigé à l'aide des papiers laissés par Matteo Ricci, en latin [lire en ligne], traduction en français imprimée à Lyon en 1616, [lire en ligne] (bibliothèque de Lausanne), réédité dès 1617 [lire en ligne] (université de Tours) ; Édition moderne, Joseph Shih, Georges Bessière, Joseph Dehergne, Desclée de Brouwer, Paris, 1978.
- Xiru Ermu zi (1626)
- Les triomphes chrétiens des martyrs du Japon (1624). Traduit du latin en français par le père Pierre Morin.  (ISBN 2-84287-378-5)
- Lettre escrite à ceux de la compagnie de Jésus qui sont en la province de Flandres, et dattée de Goa en l'Inde orientale, la veille de Noël de l'an 1607, Bordeaux, Simon Millanges, 1609, 100 p. (lire en ligne sur Gallica)
- La vie du P. Gaspar Barzee, zelandois, ..., 1610, réédité en 1611. Traduit du latin en français par David Florice de Riquebourg-Trigault en 1615, réédité en 1621. (lire en ligne sur Gallica).